# ميشيل هارفي
ميشيل هارفي هو لاعب هوكي الجليد كندي، ولد في 31 يناير 1938 في ألما في كندا، وتوفي في 12 فبراير 2017 في كيبك في كندا.

## وصلات خارجية
- ميشيل هارفي على موقع HockeyDB.com (الإنجليزية)
- ميشيل هارفي على موقع Hockey-Reference.com (الإنجليزية)